# Coscoroba coscoroba
El cisne coscoroba (Coscoroba coscoroba), o simplemente coscoroba, es una especie de ave anseriforme de la familia Anatidae, propia de América del Sur.

## Características
Tienen una longitud 90 a 115 cm.
- El macho: tiene tarsos de 89 mm, ala promedio 480 mm, peso promedio 4,6 kg variando de 3,8 a 5,4 kg.
- La hembra: culmen de 63 a 68 mm, tarso de 92 a 94 mm, ala de 427 a 458 mm, peso promedio de 3,8 kg variando de 3,2 a 4,5 kg.
- Pichones: peso al primer día de 110 gramos. Promedio entre 99 a 119 gramos.
- Los huevos tienen una medida de 89 X 61 mm, con promedios de 82 a 94 por de 53 a 67 mm, con un peso promedio de 170 gramos y una gama de 129 a 203 gramos.
- Longevidad promedio en cautiverio 7 años, algunos han alcanzado los 20 años.

No hay dimorfismo sexual en el plumaje, no es totalmente blanco, las primarias son negras, el macho es más pesado, el pico es rojo, más achatado o aplanado que los otros cisnes. Patas rosadas.

## Historia natural
Busca lagos y lagunas con vegetación alta. Tiene preferencia por los lagos y lagunas de agua dulce, también visita las de aguas salobres y en Brasil se le reporta en las playas del mar, aunque hay registros de coscorobas a 3300 m s. n. m. en Cortaderas,  Paso San Francisco, Provincia de Catamarca, Argentina.
El nido es grande, lo hace en el suelo, entre la vegetación alta, próximo al agua. Ponen de cuatro a nueve huevos, incubados por la hembra. El macho no incuba pero está cerca. La hembra se levanta del nido dos veces al día, cubriéndolo con plumón. La incubación dura 35 días. Los polluelos nacen con manchas grises oscuras, y comienzan a volar a los tres o cuatro meses.
El cisne coscoroba es sociable con su propia especie y con otras. Vive y se alimenta en parejas o en grupos, normalmente pequeños que no superan los 100 individuos. Durante la migración vuela con flamencos y al norte de su distribución en invierno es normal encontrar uno o dos entre los cisne de cuello negro.

## Distribución
Es un ave endémica del cono sur de América del Sur. Su distribución es semejante a la del cisne de cuello negro, pero con una geonemia algo menos extensa. Se reproduce desde la Patagonia en el sur de Chile y de Argentina, hasta los humedales de la región central argentina, Uruguay, y Río Grande del Sur en el extremo sur del Brasil; también en las Islas Malvinas donde aumentó su población pues hasta 1988 no se reproducía. En Chile un importante lugar de reproducción es la Reserva Nacional El Yali.
En invierno parte de la población migra hacia el norte, llegando hasta Santiago de Chile, el norte argentino, sur de Bolivia, Paraguay, y el centro de Brasil.

## Conservación
Es una especie bastante común, siendo considerada por la IUCN como de «Preocupación menor».